# Naraba
Naraba es el primero de una serie de tres videojuegos, junto con Naraba World: El Palacio Misterioso y Naraba World: El Laberinto de la Luz para ordenador y Nintendo DS. Están destinados a alumnos de Educación Infantil y Primer Ciclo de Primaria (de 4 a 8 años). De la mano de un avatar que podrán crear los propios niños, el juego permite explorar y aprender en los distintos pasajes, donde también podrán pilotar distintos transportes y vivir aventuras 3D.
La primera entrega es el juego central de la gama y aborda todas las materias curriculares.: lenguaje, medio social, medio natural, música, plástica y matemáticas. El proyecto está fundamentado en la idea del aprendizaje basado en el juego (Game Based Learning) y en la teoría de que la educación es enseñar a los niños a pensar, aprovechando los recursos disponibles. Se basa en combinar videojuego y educación  en una generación de juegos infantiles multiplataforma, donde los niños pueden aprender, reforzar y practicar contenidos del currículum escolar sin darse cuenta de que están aprendiendo. Son productos diseñados para reforzar y complementar la enseñanza reglada.

### Otras ediciones
Naraba World: El Palacio Misterioso y Naraba World: El Laberinto de la Luz

Dedicados al área de las matemáticas, permitiendo que los niños puedan practicar con operaciones numéricas o asimilar conceptos habitualmente complejos mientras pasan un momento de ocio.